# Gladys Field
Gladys Field est une actrice américaine née en 1889 à San Francisco, Californie (États-Unis), décédée le 13 août 1920 à Mount Vernon (New York).

## Filmographie
- 1910 : A Ranchman's Wooing (it)
- 1910 : The Cowpuncher's Ward (it) de Gilbert M. Anderson : The Cowpuncher's Ward, as an Adult
- 1910 : The Unknown Claim (it) de Gilbert M. Anderson
- 1910 : A Flirty Affliction
- 1910 : The Tout's Remembrance
- 1910 : The Bearded Bandit : Nan Conners
- 1910 : A Cowboy's Mother-in-Law
- 1910 : Hank and Lank: Lifesavers
- 1910 : Hank and Lank: As Sandwich Men
- 1910 : The Bad Man's Christmas Gift : Gladys Pierce
- 1910 : A Gambler of the West : Alice Thomas
- 1911 : The Dude
- 1911 : The Girl of the West
- 1911 : The Border Ranger : The Ranger's Girl
- 1911 : The Two Reformations
- 1911 : The Bad Man's Downfall
- 1911 : The Cattleman's Daughter : Gladys Brown
- 1911 : A Thwarted Vengeance : Nell Ollcott
- 1911 : Across the Plains : Jennie Lee
- 1911 : The Sheriff's Chum : Jessie Phelps
- 1911 : The Bad Man's First Prayer : Alice Selling
- 1911 : The Bunco Game at Lizardhead
- 1911 : The Puncher's New Love : The City Girl
- 1911 : The Lucky Card : The Woman
- 1911 : Forgiven in Death : Katy
- 1911 : The Tribe's Penalty : Dorothy Sloane
- 1911 : The Corporation and the Ranch Girl : Ann Newton
- 1911 : Mustang Pete's Love Affair : Mrs. Dugan
- 1911 : The Backwoodsman's Suspicion : The Wife
- 1911 : A Pal's Oath : Marie Wentworth
- 1911 : Spike Shannon's Last Fight : Nora Flannigan
- 1911 : A Western Girl's Sacrifice : Nora Flannigan
- 1911 : The Strike at the Little Jonny Mine : Mrs. Logan
- 1911 : The Sheriff's Decision : Nita Sanchez
- 1911 : The Stage Driver's Daughter : Miss Lacey
- 1911 : The Forester's Plea : Agnes
- 1911 : The Cowboy Coward : Katie
- 1913 : A Montana Mix-Up : Maizie Mackley
- 1913 : The Sheriff's Son : The Sheriff's Daughter-in-Law
- 1915 : Queen of the Band
- 1920 : Dr. Jekyll and Mr. Hyde : Bernice Lanyon